# Islam Slimani
Islam Slimani (n. 18 iunie 1988, Alger, Provincia Alger, Algeria) este un fotbalist algerian, care joacă pe post de atacant la Westerlo în Prima Ligă Belgiană, împrumutat de la CR Belouizdad. Pe plan internațional, are prezențe la națională pentru Algeria și Algeria B⁠(d).

## Cluburi
| Club              | Tara       | An             |
| ----------------- | ---------- | -------------- |
| JSM Chéraga       | Algeria    | 2008 - 2009    |
| CR Belouizdad     | Algeria    | 2009 - 2013    |
| Sporting Lisabona | Portugalia | 2013 - 2016    |
| Leicester City    | Anglia     | 2016 - Prezent |

## Goluri internaționale
| Nr  | Dată              | Loc                                            | Oponent       | Scor | Rezultat | Competiție                        |
| --- | ----------------- | ---------------------------------------------- | ------------- | ---- | -------- | --------------------------------- |
| 1.  | 2 iunie 2012      | Mustapha Tchaker Stadium, Blida, Algeria       | Rwanda        | 3–0  | 4–0      | 2014 FIFA World Cup qualification |
| 2.  | 10 iunie 2012     | Stade du 4 Août, Ouagadougou, Burkina Faso     | Mali          | 0–1  | 2–1      | 2014 FIFA World Cup qualification |
| 3.  | 15 iunie 2012     | Mustapha Tchaker Stadium, Blida, Algeria       | Gambia        | 2–0  | 4–1      | 2013 CAN qualification            |
| 4.  | 15 iunie 2012     | Mustapha Tchaker Stadium, Blida, Algeria       | Gambia        | 3–1  | 4–1      | 2013 CAN qualification            |
| 5.  | 14 octombrie 2012 | Mustapha Tchaker Stadium, Blida, Algeria       | Libia         | 2–0  | 2–0      | 2013 CAN qualification            |
| 6.  | 26 martie 2013    | Mustapha Tchaker Stadium, Blida, Algeria       | Benin         | 3–1  | 3–1      | 2014 FIFA World Cup qualification |
| 7.  | 2 iunie 2013      | Mustapha Tchaker Stadium, Blida, Algeria       | Burkina Faso  | 2–0  | 2–0      | Friendly                          |
| 8.  | 9 iunie 2013      | Stade Charles de Gaulle, Porto-Novo, Benin     | Benin         | 1–1  | 1–3      | 2014 FIFA World Cup qualification |
| 9.  | 9 iunie 2013      | Stade Charles de Gaulle, Porto-Novo, Benin     | Benin         | 1–2  | 1–3      | 2014 FIFA World Cup qualification |
| 10. | 31 mai 2014       | Stade Tourbillon, Sion, Switzerland            | Armenia       | 3–0  | 3–1      | Friendly                          |
| 11. | 22 iunie 2014     | Estádio Beira-Rio, Porto Alegre, Brazil        | Coreea de Sud | 0–1  | 2–4      | 2014 FIFA World Cup               |
| 12. | 26 iunie 2014     | Arena da Baixada, Curitiba, Brazil             | Rusia         | 1–1  | 1–1      | 2014 FIFA World Cup               |
| 13. | 15 octombrie 2014 | Mustapha Tchaker Stadium, Blida, Algeria       | Malawi        | 3–0  | 3–0      | 2015 CAN qualification            |
| 14. | 19 ianuarie 2015  | Estadio de Mongomo, Mongomo, Equatorial Guinea | Africa de Sud | 3–1  | 3–1      | 2015 Africa Cup of Nations        |
| 15. | 13 iunie 2015     | Mustapha Tchaker Stadium, Blida, Algeria       | Seychelles    | 1–0  | 4–0      | 2017 CAN qualification            |
| 16. | 9 octombrie 2015  | 5 iulie 1962 Stadium, Alger, Algeria           | Guineea       | 1–0  | 1–2      | Friendly                          |
| 17. | 14 noiembrie 2015 | National Stadium, Dar es Salaam, Tanzania      | Tanzania      | 2–1  | 2–2      | 2018 FIFA World Cup qualification |
| 18. | 14 noiembrie 2015 | National Stadium, Dar es Salaam, Tanzania      | Tanzania      | 2–2  | 2–2      | 2018 FIFA World Cup qualification |
| 19. | 17 noiembrie 2015 | Mustapha Tchaker Stadium, Blida, Algeria       | Tanzania      | 4–0  | 7–0      | 2018 FIFA World Cup qualification |
| 20. | 17 noiembrie 2015 | Mustapha Tchaker Stadium, Blida, Algeria       | Tanzania      | 7–0  | 7–0      | 2018 FIFA World Cup qualification |
| 21. | 25 martie 2016    | Mustapha Tchaker Stadium, Blida, Algeria       | Etiopia       | 2–0  | 7–1      | 2017 CAN qualification            |
| 22. | 25 martie 2016    | Mustapha Tchaker Stadium, Blida, Algeria       | Etiopia       | 7–1  | 7–1      | 2017 CAN qualification            |
| 23. | 29 martie 2016    | Addis Ababa Stadium, Addis Ababa, Ethiopia     | Etiopia       | 1–1  | 3–3      | 2017 CAN qualification            |
| 24. | 23 ianuarie 2017  | Stade de Franceville, Franceville, Gabon       | Senegal       | 0–1  | 2–2      | 2017 Africa Cup of Nations        |
| 25. | 23 ianuarie 2017  | Stade de Franceville, Franceville, Gabon       | Senegal       | 1–2  | 2–2      | 2017 Africa Cup of Nations        |

## Legături externe
- Materiale media legate de Islam Slimani la Wikimedia Commons